# Hosszúfarkú gorál
A hosszúfarkú gorál (Naemorhedus caudatus) az emlősök (Mammalia) osztályának párosujjú patások (Artiodactyla) rendjébe, ezen belül a tülkösszarvúak (Bovidae) családjába és a kecskeformák (Caprinae) alcsaládjába tartozó faj.

## Előfordulása
Kína, Észak-Korea, Dél-Korea és Oroszország területén honos. Természetes élőhelye az erdők, a síkságok és a hegyvidékek. A tengerszint feletti 500–3500 méter magasban található meg.

## Megjelenése
Testtömege 22–32 kg. Marmagassága 55–80 cm. Gyapja barnásszürke, vagy vörös.

## Életmódja
12 egyedből álló csoportokban él. A csapatban tehenek és gidáik vannak. Tápláléka levelek, magvak, csonthéjasok, gyümölcsök és zuzmók. Ragadozói a hópárduc, az eurázsiai hiúz, a tigris és a szürke farkas.

## Szaporodása
Az ivarérettség 2-3 évesen kezdődik. A párzási időszak tél elején van. A 180 napig tartó vemhesség végén a tehén 1-2 gidát ellik.

## Természetvédelmi állapota
Az élőhelyének elvesztése és az orvvadászat fenyegeti. A Természetvédelmi Világszövetség (IUCN) vörös listáján a sebezhető kategóriában szerepel.